# Магнетни момент
Магнетни момент, магнетни диполни момент - је главна количина која карактерише магнетна својства супстанце (према класичној теорији електромагнетних појава, електрични макро и микрострује су извор магнетизма; затворена струја се сматра елементарним извором магнетизма). Елементарне честице, атомска језгра, електронске љуске атома и молекула имају магнетни момент. Магнетни момент елементарних честица (електрона, протона, неутрона и других), као што је квантна механика показала, се јавља због њиховог сопственог механичког момента - спина. 
Магнетни момент се мери у А⋅м2 , или 
{\displaystyle {\text{A}}{\cdot }{\text{m}}^{2}={\frac {{\text{N}}{\cdot }{\text{m}}}{\text{T}}}={\frac {\text{J}}{\text{T}}},}
где је Т - тесла, N - њутн и А - ампер.
Специфична јединица елементарног магнетног момента је Боров магнетон. 

## Формуле за израчунавање магнетног момента
Магнетни момент се рачуна као
{\displaystyle {\boldsymbol {\tau }}=\mathbf {m} \times \mathbf {B} }
{\displaystyle \mathbf {M} ={\frac {\mathbf {m} _{\Delta V}}{V_{\Delta V}}},}
где су {\displaystyle \mathbf {m} _{\Delta V}} и {\displaystyle V_{\Delta V}} су магнетни диполни момент и запремина довољно малог дела магнета {\displaystyle \Delta V}. 
Ова једначина се може приказати и као:
{\displaystyle \mathbf {M} ={\frac {\mathrm {d} \mathbf {m} }{\mathrm {d} V}},}
где су dm основни магнетни моменти и dV елемент опсега. Мрежни магнетни момент {\displaystyle \mathbf {m} } је једнак
{\displaystyle \mathbf {m} =\iiint \mathbf {M} \,\mathrm {d} V,}
где троструки интеграл означава интеграцију преко волумена магнета. За равномерну магнетизацију (где су и магнитуда и смер {\displaystyle \mathbf {M} } иста је за цео магнет (као што је праволинијски магнет), а последња једначина се поједностављује:
{\displaystyle \mathbf {m} =\mathbf {M} V,}

## Магнетон
Магнетон је елементарни квант магнетскога момента, физичка константа која описује магнетска својства атома и субатомских честица. Боров магнетон (назван према Нилсу Бору) је величина која означава класично одређен магнетски момент електрона:
{\displaystyle \mu _{\mathrm {B} }={\frac {e\cdot \hbar }{2\cdot m_{\mathrm {e} }}}}
где су:
μB - Боров магнетон,
e - елементарни набој електрона,
ħ - редукована Планкова константа,
me - маса електрона,
Мерена вредност Боровог магнетона износи μe ≈ 9,285 · 10–24 A ∙ m2. Аналогно се по Боровом моделу за протоне у језгри атома добија вредност нуклеарног магнетона μp ≈ 5,051 · 10–27A ∙ m2, али је она због такозване хиперфине структуре знатно мања и зависи од броја протона и неутрона у језгру.

## Магнетски моменти и нормални Земанов учинак
Класична теорија магнетских момената пошла је од Ерстедовог открића да електричне струје производе око себе магнетска поља. Затворена електрична струја делује као магнет. Магнетски момент, створен вртњом електрицитета, пропорционалан је умношку јачине с површином коју струја омеђује. Ова важна класична спознаја може се применити и на кретање електрона око атомског језгра. И електрон ствара „затворену струју” те делује као магнет. Магнетски момент је одређен моментом импулса. Између магнетског момента и импулса вртње постоји однос:
{\displaystyle \mu ={\frac {e}{2\cdot m\cdot c}}\cdot p\cdot \phi }
Овај класични израз преузела је и квантна теорија. Међутим овде импулс вртње не може попримити све вредности, него само дискретне . Уврсти ли то у горња једначина, добија се:
{\displaystyle \mu =n_{\phi }\cdot {\frac {e\cdot h}{4\cdot \pi \cdot m\cdot c}}}
где је: nφ = 1, 2, 3, ….
У квантној теорији магнетски су моменти једнаки целом броју основне јединице:
{\displaystyle \mu _{B}={\frac {e\cdot h}{4\cdot \pi \cdot m\cdot c}}=-\,9,274\cdot 10^{-24}\ {\mbox{A}}\cdot {\mbox{m}}^{2}}
Овај елементарни магнетни момент зове се Боров магнетон. Искуство показује да атомима заиста припадају магнетни моменти тих величина. Боров магнетон једна је од темељних природних константи.
Магнетски моменти атома долазе до изражаја кад се ставе у спољно магнетско поље. Размотримо сада како се мењају енергетски нивои атома у магнетском пољу. Спољно магнетско поље се може сматрати да је у подручју атома константно. У магнетском пољу H има атом потенцијалну енергију:
{\displaystyle E_{pot}=-\,\mu \cdot H\cdot \cos(\mu ,H)}
Потенцијална енергија атома зависи од смера магнетног момента према спољном магнетном пољу. Кад би то био било који смер, потенцијална би енергија атома попримила континуиране вредности између - μ∙H и + μ∙H. Та континуираност морала би се очитовати и у атомском спектру. Међутим то се противи чињеницама. Атомски спектри остају оштри линијски спектри и у магнетном пољу. Мора се, дакле, претпоставити да се магнетни моменти атома постављају само у одређеним, дискретним смеровима према магнетном пољу.
Тврди се, а то се може и извести из квантних услова Зомерфелда и Вилсона, да се стаза електрона може према спољном магнетском пољу само тако оријентисати да пројекција његовог момента импулса  и магнетског момента буде опет иста дискретна величина:
{\displaystyle M_{H}={\frac {m\cdot h}{2\cdot \pi }}}
{\displaystyle \mu _{H}={\frac {e}{2\cdot m_{e}\cdot c}}\cdot m\cdot {\frac {h}{2\cdot \pi }}}
Да би се избегла забуна, додат је маси електрона индекс e; m се зове магнетни квантни број и може попримити целе бројеве од +  до - : 
Задње две једначина су темељ квантне теорије атома. Момент импулса је вектор који стоји нормално на раван кретања. Док нема спољашњег магнетног поља, може раван кретања електрона лежати по вољи у простору. Међутим, кад се стави атом у магнетно поље, раван кретања мора се тако поставити да је пројекција момента импулса у смеру поља опет једнака целом броју од h/2∙π. У квантној теорији нису квантизовани само импулси вртње него и њихове пројекције у смеру магнетског поља. 
Промовисаће се сада посебни случајеви, где импулс вртње p има редом вредности h/2∙π, 2∙h/2∙π, 3∙h/2∙π, … Магнетно поље има сталан смер. Обично се узима да је то смер одоздо према горе:
- = 1. Момент импулса може се поставити само паралелно, антипаралелно и нормално према смеру магнетног поља. Магнетни квантни број  поприма вредности + 1, - 1 i 0.
- = 2. Као и пре, момент импулса може се поставити само паралелно, антипаралелно и нормално. Магнетни квантни број  поприма вредности + 2, - 2 и 0. Међутим, поред тога може момент импулса стајати горе и доле под углом од 60° према магнетном пољу. Тада је cos φ = 1/2, те је пројекција момента импулса једнака h/2∙π. У тим случајевима има магнетски квантни број m вредности + 1 i - 1.
- = 3. Могуће је 7 оријентација:  =  ± 1, ± 2/3, ± 1/3 и

0.
Генерално је могућ паралелан, антипаралелан и нормални смер момента импулса с обзиром на спољно поље. Ако је квантни број вртње већи од 1, тад су још могући и смерови код којих је косинус угла једнак односу између два цела броја:
{\displaystyle \cos(\mu ,H)={\frac {m}{n_{\phi }}}}
Већ пре постанка квантне механике нашао је П. Земан да се спектралне линије у магнетном пољу цепају на више компонената. Размотри ли се нека спектрална линија, налази се да је њена фреквенција дата Боровим постулатом:
{\displaystyle h\cdot \nu =E'-E''}
где је: E' - енергија почетног стања, E" - енергија коначног стања. За време емисије нека делује на атом јаки магнет. Тад придолази сваком енергетском нивоу још магнетна енергија: μ∙H∙cos(μ, H), што се може даље писати: . Према томе се види да атому у магнетном пољу придолази потенцијална енергија:
{\displaystyle E_{pot}=-\,\mu _{B}\cdot H\cdot m}
где је: m =  0, ± 1, ± 2, ± 3, …
При квантном прелазу атома може се магнетни квантни број променити за 1 или 0. Енергија емитованог кванта светлости (фотона) једнака је, дакле:
{\displaystyle h\cdot \nu =E'-E''-\mu _{B}\cdot H\cdot \Delta m}
где је:  =  0, + 1, - 1
Фреквенција емитоване спектралне линије под деловањем магнетног поља једнака је:
{\displaystyle \nu ={\frac {E'-E''}{h}}-{\frac {\mu _{B}\cdot H}{h}}\cdot \Delta m}
Означимо фреквенцију несметане линије са ν0 и уврстимо за Боров магнетон претходни израз. Тад се добија за спектар у магнетском пољу израз:
{\displaystyle \nu =\nu _{0}-{\frac {e\cdot H}{4\cdot \pi \cdot m_{e}\cdot c}}\cdot \Delta m}
Уместо једне спектралне линије, постоје три. Једна линија, Δm = 0, лежи на месту првобитне линије, друге две су за e∙H/4∙π∙me∙c помакнуте налево или надесно, већ према томе да ли је Δm = - 1 или Δm =  + 1. Те три линије нашао је П. Земан 1896. Појава три линија уместо једне у магнетном пољу зове се нормалним Земановим учинком или ефектом. Земанов ефекат очито показује дискретност у оријентацијама магнетних момената. 	
Цепање спектралних линија у магнетском пољу износи:
{\displaystyle \Delta \nu =\pm {\frac {e\cdot H}{4\cdot \pi \cdot m_{e}\cdot c}}=\pm 1,4\cdot 10^{6}\ {\mbox{H}}\cdot {\mbox{s}}^{-}1}
Размак између леве и десне линије је то већи што је магнетно поље јаче. Цепање је свакако мало, док делују норнална магнетна поља. Мерења дају тачно помак фреквенције, који смо теоријски прорачунали.
Овде је важно напоменути да класична теорија даје за помак спектралних линија у магнетном пољу исто што и квантна. Промена фреквенције слаже се с Ларморовом фреквенцијом.
По Ларморову теорему, електронском систему у мегнетском пољу придолази једнолика вртња (ротација) с фреквенцијом . Већ према томе да ли се електрони окрећу око магнетских силница у позитивном или негативном смеру, фреквенција ће се електрона повећати или умањити за Ларморову фреквенцију. Они електрони који осцилују линеарно у смеру магнетских силница неће, наравно, уопште променити фреквенције. Генерално се може свако осциловање електрона раставити у та три типична осциловања, те се према томе добијају по класичној теорији у емисионом или апсорпционом спектру три линије. Земанов налаз био је у прво време шваћен као велик успех Лоренцове електронске теорије. Данас је познато да класична теорија не може да објасни емисије ни апсорпције. Узрок да се квантна једначина ипак подудара с класичном Ларенцовом фреквенцијом лежи у томе што је из те једначине изведена Планкова константа. Квантна теорија је ту на неки начин скривена. Према начелу коресподенције прелази квантна теорија у класичну кад константа h тежи ка нули. Овде се мора квантна једначина подударати с класичном, јер се у њој код тог граничног прелаза ништа не мења.
Помоћу начела коресподенције могу се врло добро шватити изборна правила која вреде за емисију светлости. У класичном моделу Земановог учинка постоје 3 фреквенције. Очито је да несметано линеарно осциловање у смеру поља кореспондира прелазу Δm = 0, при којему се фреквенција не мења. Оба класична кружна или циркуларна осциловања, при којима се фреквенција мења за , кореспондирају  прелазима Δm = + 1 i -1. Други прелази у квантној теорији нису могући, јер за њих нема класичног аналога.
Класични модел даје такође тачну слику о поларизацији емитоване светлости. Према трима различитим титрањима електрона постоји линеарно, лево и десно поларизована светлост. Квантном скоку Δm = 0 одговара линеарно поларизована светлост у смеру поља, квантним скоковима Δm = + 1 и -1 кружна (циркуларна) поларизација око магнетских силница. Линеарно поларизоване емисијске линије означују се као π компоненте, а кружно (циркуларно) поларизоване као σ компоненте.
Класични дипол не зрачи енергије у смеру своје осе. Кад се мери јачина (интензитет) светлости у оси дипола, не примећује се ништа. Исто тако и код Земановог учинка, кад се гледа светлост лонгитудинално, то јест у линији паралелној с магнетским пољем, опажају се само две спектралне линије, наиме кружно (циркуларно) поларизиране. Напротив, кад се гледа трансверзално, нормално на смер поља, опажају се све три линије.